# Проензим
Проензимът е неактивният прекурсор на ензим. Проензимът изисква биохимична промяна (като например хидролиза, разкриваща активния център), за да се активира като ензим. Биохимичната промяна обикновено настъпва в апарата на Голджи, където определена част от прекурсорния ензим се разцепва, за да се активира. Деактивиращото парче, което се отделя, може да бъде пептидна единица или независимо нагъващи се части, съставящи над 100 аминокиселини. Макар да ограничават способностите на ензима, тези разширения на ензима (просегменти) често спомагат за стабилизиране на нагъването на ензима, който инхибират.
Панкреасът отделя проензими отчасти за да предотврати ензимите да разградят протеините в клетките, в които се синтезират. Ензими като пепсин се образуват под формата на пепсиноген – неактивен проензим. Пепсиногенът се активира, когато главните клетки го отделят стомашния сок, чиято солна киселина отчасти го активира. Друг частично активиран пепсиноген завършва активацията чрез отстраняване на пептида, превръщайки пепсиногена в пепсин. Неволна активация на проензими може да настъпи, когато каналът за секреция в панкреаса се запуши от жлъчен камък, което предизвиква остър панкреатит.
Гъбите също отделят храносмилателни ензими в околната среда под формата на проензими. Външната среда има различно ниво на pH от вътрешността на гъбените клетки и това променя структурата на проензима в активен ензим.
Друг начин ензимите да съществуват в неактивна форма и по-късно да се преминат в активна включва активация само, когато кофактор, наречен коензим, се свърже. В тази система, неактивната форма (апоензим) се активира (холоензим), когато се свърже с коензима.